# Wschodnia Obwodnica

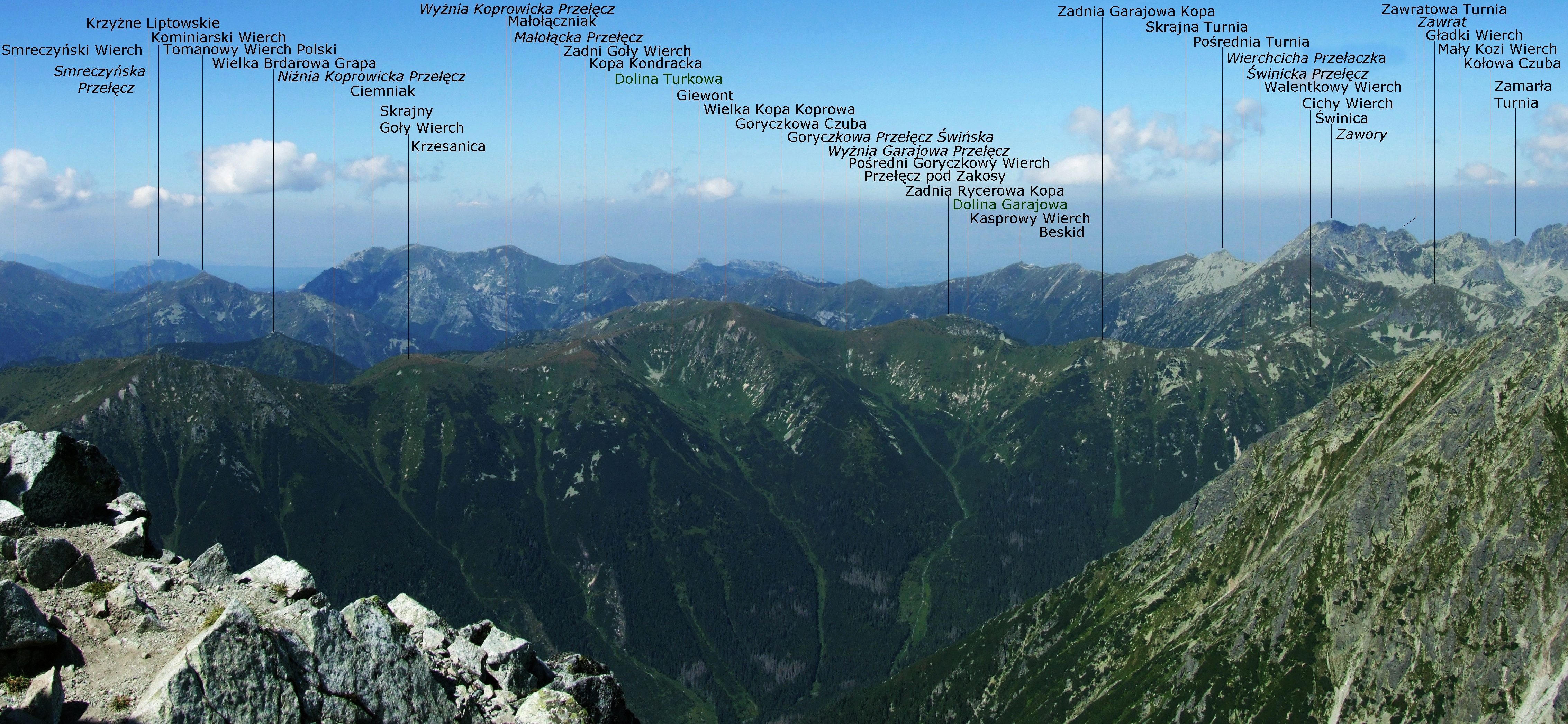
Fragmenty Wschodniej Obwodnicy widoczne z Krywania

Wschodnia Obwodnica – system ścieżek na wschodnich stokach Liptowskich Kop w słowackich Tatrach Wysokich. Ścieżki te wykonane zostały ponad 100 lat temu. Jak solidnie, świadczy o tym fakt, że do tej pory nie widać na nich zrębu czasu. Wschodnia Obwodnica zaczyna się na południowej grani Krzyżnego Liptowskiego od drogi z Doliny Koprowej do Wszywaków i ciągnie do Dolinki Garajowej.  Wykonana została dla potrzeb myśliwych. Nie prowadzi na szczyty, ani przełęcze, głównie trawersuje zbocza i przecina żleby. Przebieg ścieżki opisuje Władysław Cywiński w 11 tomie przewodnika Tatry. Szpiglasowy Wierch. Od 1949 r. cały rejon Kop Liptowskich stanowi obszar ochrony ścisłej TANAP-u z zakazem wstępu – ale nie dla myśliwych, świadczą o tym nadal istniejące i remontowane ambony i domki myśliwskie. 
Wschodnia Obwodnica biegnie górnymi partiami wschodnich zboczy Kop Liiptowskich. Dużo niżej, lasem biegnie Leśna Obwodnica.